# 『ユイカ』
『ユイカ』（2005年〈平成17年〉1月12日 - ）は、日本の女性シンガーソングライター。主にYouTube、TikTokで活動している。
元々はTikTokで「歌ってみた動画」をアップロードをしている1ユーザーに過ぎなかったが、2021年にYouTubeに発表した楽曲『好きだから。』が、国内のみならず台湾や香港、ロシアやタイのSpotifyのバイラルチャートで1位を獲得するなど、「女子高生シンガーソングライター」として注目を集めた。
『ユイカ』を推している人たちのことを通称『ユイナー』という。

## 来歴
2005年生まれの奈良県出身の大学2年生。山羊座。身長は2022年12月時点で151.5cm。
2020年からTwitterやTikTokを始め、ギターの弾き語りで「歌ってみた動画」をアップロードしていた。
2021年7月に自身1曲目「好きだから。」を発表。男性歌手の天月-あまつき-などがカバーしたことにより人気に火がつき、Spotifyを始めとしたバイラルチャートで上位を占めるようになる。YouTubeのミュージック・ビデオの再生回数は、9000万回を超えている。10月3日に自身2作目の曲「そばにいて。」を配信開始。浜辺美波主演のTikTok短編映画『夏、ふたり』の主題歌となった。10月24日「好きだから。（feat.れん）」を配信開始。本曲はシンガーソングライターの「れん」を迎えて制作されたデュエットバージョンとなっている。
2022年3月27日に自身3作目の曲「恋泥棒。」を配信開始。にじさんじ所属のVTuber、星川サラがカバーし、カバー動画は50万回近く再生された。ジャケット写真、MVをイラストレーターの佳奈が担当した。4月29日にあれくんとの初の合作での「あのね。」を配信開始。前回同様ジャケット写真とMVをイラストレーターの佳奈が担当した。5月29日に自身4作目となる「17さいのうた。」を配信開始した。5月31日に学業に専念するため一時活動休止し、2023年2月28日に活動を再開。活動再開と共に自身5作目の曲「序章。」の配信を決定し、3月1日に配信を開始した。
2023年3月3日、マクドナルド「シャカシャカポテト」のTVCMの「兎のダンス」の替え歌の歌を担当することを発表。2025年まで毎年同じ時期には同じ曲がコマーシャルに使われている。3月19日にTVアニメ「青のオーケストラ」のエンディングテーマに粗品が自身に提供した新曲で自身7作目の「夕さりのカノン」が起用されたことが発表され、4月26日に配信リリースされた。10月27日に自身6作目となる「運命の人」を配信開始。過去の恋への未練がテーマになっている。11月24日に自身7作目となる「スノードーム」を配信開始。「恋泥棒。」のその後を描いた曲となっている。「恋泥棒。」同様にジャケット写真、MVをイラストレーターの佳奈が担当した。
2024年、自身の誕生日である1月12日にYouTubeで生配信を実施。その中でユニバーサルミュージックからメジャー・デビューすることを発表した。更に初のアルバムのリリースを発表、6月27日に神奈川・KT Zepp Yokohamaで初のライブ「『ユイカ』1st LIVE『Agapanthus』」の開催も発表した。2月6日に自身8作目となる「恋をしているみたいなの」を配信開始。本曲は「恋する週末❤️ホームステイ2024冬」の挿入歌として使われている。4月19日に自身9作目となる「すないぱー。」を配信開始。本曲は『ユイカ』が高校2年生の時に制作した楽曲でなので、「好きだから。」などと同様タイトルの最後に「。」ついている。また、ジャケット写真はイラストレーターの佳奈が手がけた。5月9日、BTSの弟分でもあるHYBE所属の人気K-POPアーティストTOMORROW X TOGETHERのボムギュにより「好きだから。」がカバーされる。
2025年1月8日・9日に神奈川・KT Zepp Yokohama、1月12日には大阪・Zepp Osaka Baysideで自身の10代最後であり20代初のライブである「『ユイカ』2nd LIVE『Sweet alyssum』」が開催された。1月12日、20歳になったことを報告し、それに伴い今後顔出しして活動することを自身のSNSで発表した。

## ディスコグラフィ

### リリース曲
| リリース日     | タイトル                         |
| -------------- | -------------------------------- |
| 2021年6月27日  | 好きだから。                     |
| 2021年10月3日  | そばにいて。                     |
| 2021年10月24日 | 好きだから。（feat.れん）        |
| 2022年3月27日  | 恋泥棒。                         |
| 2022年4月29日  | あのね。                         |
| 2022年5月29日  | 17さいのうた。                   |
| 2023年2月28日  | 序章。                           |
| 2023年3月19日  | 夕さりのカノン                   |
| 2023年10月27日 | 運命の人                         |
| 2023年11月24日 | スノードーム                     |
| 2024年2月6日   | 恋をしているみたいなの           |
| 2024年4月19日  | すないぱー。                     |
| 2024年6月1日   | 紺色に憧れて                     |
| 2024年10月9日  | 僕らしさ                         |
| 2024年12月6日  | クリスマスの日じゃなくていいから |
| 2025年1月8日   | ラストティーン                   |
| 2025年2月5日   | おくすり                         |
| 2025年4月30日  | 一途な女の子。                   |
| 2025年5月16日  | 好きだから。 (Re-Recording)      |
| 2025年6月25日  | 花言葉は調べないで               |
| 2025年7月25日  | ゆうれいになりたい               |

## テレビ出演
- ZIP! SHOWBIZコーナー『ハックツ!』（2025年2月17日[11]、日本テレビ）
- COUNT DOWN TVライブ!ライブ!（2025年2月17日、TBSテレビ）-『好きだから。』を披露。
- 『うぶごえ』（2025年2月27日、日本テレビ）
- 沼にハマってきいてみた（2025年6月14日、NHK Eテレ） - IS：SUEとともにゲスト出演。ライブパートでは『好きだから。』を披露。

## 人物
- 「世界一好きな曲」に坂口有望の『月には内緒で』を挙げている。
- 蝉の鳴き声の真似が得意である。
- 鉛筆や箸を持つ時は右で、ボールを投げる時は左のクロスドミナンス。
- 好きな漫画は、綾瀬羽美の『理想的ボーイフレンド』、星谷かおりの『たまのごほうび』、湯木のじんの『ふつうな僕らの』。
- 中学・高校の部活動はバレーボール部[12]